# Fiskeolie
Fiskeolie er olie og tran, der findes i fisk, hvor det højeste indhold findes i fed fisk sild, makrel, laks, ørred og hellefisk. Fiskeolie har et højere indhold af omega-3-fedtsyrer end fedtstoffer fra visse andre kilder, og den danske sundhedsguide Patienthåndbogen angiver, at omega-3 fedtsyrer har en gavnlig effekt på helbredet, og at indtagelse af fødevarer med højt indhold heraf har en forebyggende virkning mod hjerte-karsygdomme. Blandt andet anbefaler Hjerteforeningen, at man som almindelig dansker spiser 350 g fisk om ugen.
Fiskeolie udvindes i koncentreret form og anvendes som kosttilskud. Det anbefales især til personer, der spiser begrænsede mængder fisk, samt ved sygdomme som hjerte-karsygdomme, leddegigt, tarmsygdomme og lignende.
De vigtigste omega-3 fedtsyrer i fiskeolie er EPA & DHA som bidrager til en normal hjertefunktion .